# Stourbridge FC
Stourbridge FC (celým názvem: Stourbridge Football Club) je anglický fotbalový klub, který sídlí ve městě Stourbridge v metropolitním hrabství West Midlands. Založen byl v roce 1876 pod názvem Stourbridge Standard FC. Od sezóny 2018/19 hraje v Southern Football League Premier Division Central (7. nejvyšší soutěž). Klubové barvy jsou červená a bílá.
Své domácí zápasy odehrává na stadionu War Memorial Athletic Ground s kapacitou 2 626 diváků.

## Historické názvy
Zdroj: 
- 1876 – Stourbridge Standard FC (Stourbridge Standard Football Club)
- 188? – Stourbridge FC (Stourbridge Football Club)

## Získané trofeje
- Worcestershire Senior Cup ( 12× )
  - 1904/05, 1905/06, 1919/20, 1921/22, 1923/24, 1927/28, 1949/50, 1967/68, 1980/81, 2010/11, 2011/12, 2012/13
- Birmingham Senior Cup ( 3× )
  - 1949/50, 1958/59, 1967/68
- Herefordshire Senior Cup ( 1× )
  - 1954/55

## Úspěchy v domácích pohárech
Zdroj: 
- FA Cup
  - 3. kolo: 2016/17
- Welsh Cup
  - Finále: 1973/74
- FA Trophy
  - Čtvrtfinále: 1970/71
- FA Vase
  - Čtvrtfinále: 2004/05

## Umístění v jednotlivých sezonách
Stručný přehled
Zdroj: 
- 1890–1939: Birmingham & District League
- 1939–1953: Birmingham Combination
- 1953–1954: Birmingham & District League
- 1954–1955: Birmingham & District League (Southern Section)
- 1955–1960: Birmingham & District League (Division One)
- 1960–1962: Birmingham & District League
- 1962–1965: West Midlands Regional League
- 1965–1971: West Midlands Regional League (Premier Division)
- 1971–1974: Southern Football League (Division One North)
- 1974–1976: Southern Football League (Premier Division)
- 1976–1979: Southern Football League (Division One North)
- 1979–1982: Southern Football League (Midland Division)
- 1982–1984: Southern Football League (Premier Division)
- 1984–1999: Southern Football League (Midland Division)
- 1999–2000: Southern Football League (Western Division)
- 2000–2006: Midland Football Alliance
- 2006–2008: Southern Football League (Division One Midlands)
- 2008–2014: Southern Football League (Premier Division)
- 2014–2018: Northern Premier League (Premier Division)
- 2018– : Southern Football League (Premier Division Central)

Jednotlivé ročníky
Zdroj: 
Legenda: Z – zápasy, V – výhry, R – remízy, P – porážky, VG – vstřelené góly, OG – obdržené góly, +/- – rozdíl skóre, B – body, červené podbarvení – sestup, zelené podbarvení – postup, fialové podbarvení – reorganizace, změna skupiny či soutěže
| Sezóny  | Liga                                                | Úroveň | Z  | V  | R  | P  | VG  | OG | +/- | B  | Pozice |
| ------- | --------------------------------------------------- | ------ | -- | -- | -- | -- | --- | -- | --- | -- | ------ |
| 2009/10 | Southern Football League (Premier Division)         | 7      | 42 | 19 | 13 | 10 | 80  | 65 | +15 | 70 | 9.     |
| 2010/11 | Southern Football League (Premier Division)         | 7      | 40 | 18 | 8  | 14 | 72  | 61 | +11 | 62 | 8.     |
| 2011/12 | Southern Football League (Premier Division)         | 7      | 42 | 20 | 12 | 10 | 67  | 45 | +22 | 72 | 6.     |
| 2012/13 | Southern Football League (Premier Division)         | 7      | 42 | 25 | 8  | 9  | 94  | 42 | +52 | 83 | 2.     |
| 2013/14 | Southern Football League (Premier Division)         | 7      | 44 | 26 | 6  | 12 | 114 | 54 | +60 | 84 | 5.     |
| 2014/15 | Northern Premier League (Premier Division)          | 7      | 46 | 14 | 11 | 21 | 59  | 72 | -3  | 53 | 16.    |
| 2015/16 | Northern Premier League (Premier Division)          | 7      | 46 | 25 | 9  | 12 | 90  | 63 | +27 | 84 | 6.     |
| 2016/17 | Northern Premier League (Premier Division)          | 7      | 46 | 25 | 10 | 11 | 84  | 51 | +33 | 85 | 3.     |
| 2017/18 | Northern Premier League (Premier Division)          | 7      | 46 | 16 | 14 | 16 | 67  | 56 | +11 | 62 | 11.    |
| 2018/19 | Southern Football League (Premier Division Central) | 7      | 42 |    |    |    |     |    |     |    |        |